# Gemerská Poloma
Gemerská Poloma (deutsch Poloma, ungarisch Veszverés) ist eine Gemeinde im Osten der Slowakei, mit 1885 Einwohnern (Stand 31. Dezember 2024), nordwestlich der Stadt Rožňava im Okres Rožňava (Košický kraj).

## Geographie
Gemerská Poloma liegt am oberen Verlauf des Flusses Slaná (deutsch Salza) in dessen Tal im Slowakischen Erzgebirge, genauer gesagt im Unterteil Volovské vrchy. Der Slowakische Karst liegt südlich der Gemeinde. Vom Norden kommend fließt der Bach Súľovský potok, ein linker Zufluss von Slaná. Die Gemeinde ist neun Kilometer nordwestlich von Rožňava gelegen.

## Geschichte
Die heutige Gemeinde entstand 1958 durch Zusammenschluss folgender Orte: Malá Poloma (deutsch Klein-Poloma) und Veľká Poloma (deutsch Groß-Poloma).
Der Ort wurde zum ersten Mal 1282 als Vezueres schriftlich erwähnt und war ein Gut des Geschlechts Bebek. Im späten 14. Jahrhundert teilte sich der Ort in Malá Poloma und Veľká Polomam, die seit dem 16. Jahrhundert dem Herrschaftsgut der Burg Krásna Hôrka gehörten. Im Mittelalter waren die Hauptbeschäftigungen Kohlebrennerei, Handel, Schäferei, Forstwirtschaft und Fuhrgeschäft. 1557 wurden beide Orte durch angreifende Osmanen besetzt und wurden in dieser Zeit mehrmals in Mitleidenschaft gezogen.
Nach 1918 kam der bisher im Königreich Ungarn (Komitat Gemer und Kleinhont) liegende Ort zur damaligen Tschechoslowakei. Während des Slowakischen Nationalaufstands stürzte am 16. Oktober 1944 ein sowjetisches Flugzeug auf den Berg Flós ab, wobei 18 Soldaten ums Leben kamen.

## Bevölkerung
| Jahr                | 1994 | 2004    | 2014    | 2024    |
| ------------------- | ---- | ------- | ------- | ------- |
| Anzahl der Personen | 1963 | 2023    | 2044    | 1885    |
| Unterschied         |      | +3,05 % | +1,03 % | −7,77 % |

| Jahr                | 2023 | 2024    |
| ------------------- | ---- | ------- |
| Anzahl der Personen | 1894 | 1885    |
| Unterschied         |      | −0,47 % |

## Sehenswürdigkeiten
- evangelische (A. B.) Kirche aus dem Jahr 1784, nach dem Toleranzpatent erbaut
- klassizistische römisch-katholische Josefskirche aus dem Jahr 1802
- Glockenturm aus dem 15. Jahrhundert, seither mehrmals instand gesetzt
- SNP-Denkmal an der Stelle des Flugzeugunfalls

## Wirtschaft
In den 1980er Jahren wurde ein Talkvorkommen entdeckt. Diese Lagerstätte soll die größte in Europa und die drittgrößte weltweit sein. Um die Abbaulizenz besteht ein Streit zwischen den beiden österreichischen Unternehmen VSK-Mining, das zur Schmid Industrie Holding gehört, und die EuroGas-Tochter Rozmin, wobei VSK-Mining bereits beträchtliches investiert hat und mit dem Abbau bereits begonnen hat.